# Le Transfert (Prison Break)
Pour les articles homonymes, voir Le Transfert.
Le Transfert est le cinquième épisode du feuilleton télévisé Prison Break.

## Résumé
Kellerman et Hale (les agents des Services Secrets) manœuvrent pour faire transférer Scofield. Un premier chantage contre le directeur échoue, ils reviennent à la charge et font craquer le directeur. Avec son transfert certain, le plan de Scofield tombe à l'eau. Veronica a réussi à s'associer avec un avocat spécialiste en peine de mort, et ensemble ils découvrent que la bande vidéo est truquée. En prison, Scofield a terminé le trou dans sa cellule et peut aller et venir dans les recoins de la prison; il s'en sert pour identifier quelle rue n'est pas empruntée par la police pour accéder à la prison, parmi les trois routes qui y mènent (English, Percy et Fritz). Cette information lui permet de déterminer quelle rue devra être empruntée le soir de l'évasion.

## Informations complémentaires

### Chronologie
- Les évènements de cet épisodes se déroulent le 22 avril et se poursuivent le 23.

### Culture
- La chanson entendue lors de la scène où Michael est escorté hors de la prison est Orange Sky d'Alexi Murdoch. C'est l'une de ses chansons les plus connues et a déjà été utilisée pour d'autres séries télévisées comme Dawson, Newport Beach et Dr House.

- Dans une scène, Michael prévient: « We're not breaking out of a Jamba Juice, gentlemen. » (« Nous ne nous évadons pas d'un Jamba Juice, Messieurs. »). Le Jamba Juice est une grande chaîne de restaurants spécialisées dans les milk-shakes, basée aux États-Unis.

### Erreurs
- Quand Michael sort du bureau du directeur grâce à la clé qu'Abruzzi vient de mettre, la poignée dans laquelle est la clé n'est pas la même suivant les prises de vues.

### Divers
- Les mots du titre original English, Fitz et Percy sont tatoués sur le corps de Michael. Ils figurent également sur l'une des feuilles de dessin de Michael aperçues dans l'épisode flashback.